# LAV–25

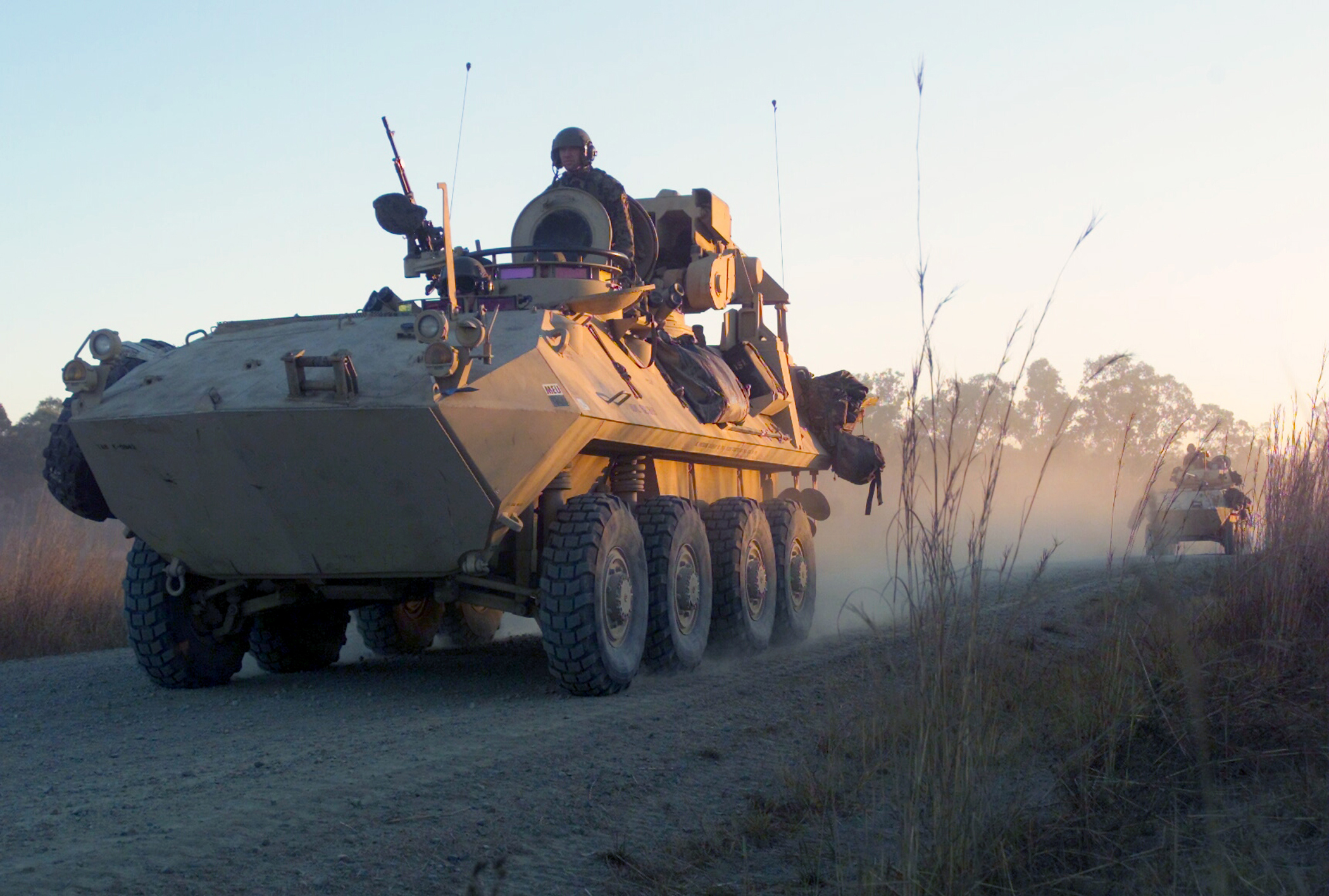
Amerikai LAV–AT menetben az ausztráliai Shoalwater Bayben Queenslandben, 2003 őszén. Az Emerson TOW-konténer hátrafordított, menethelyzetben

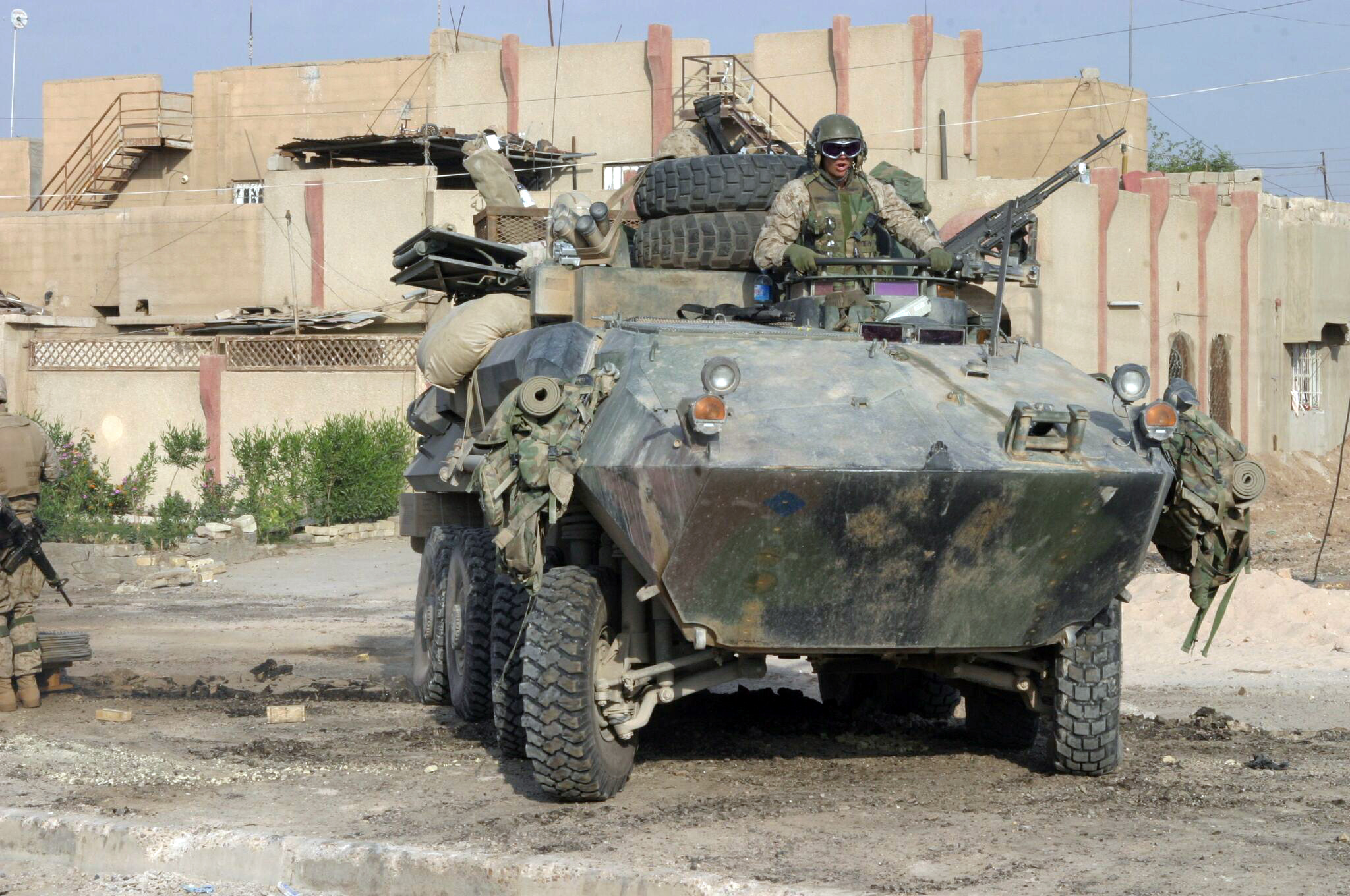
Egy amerikai LAV–L Faludzsában 2004 novemberében

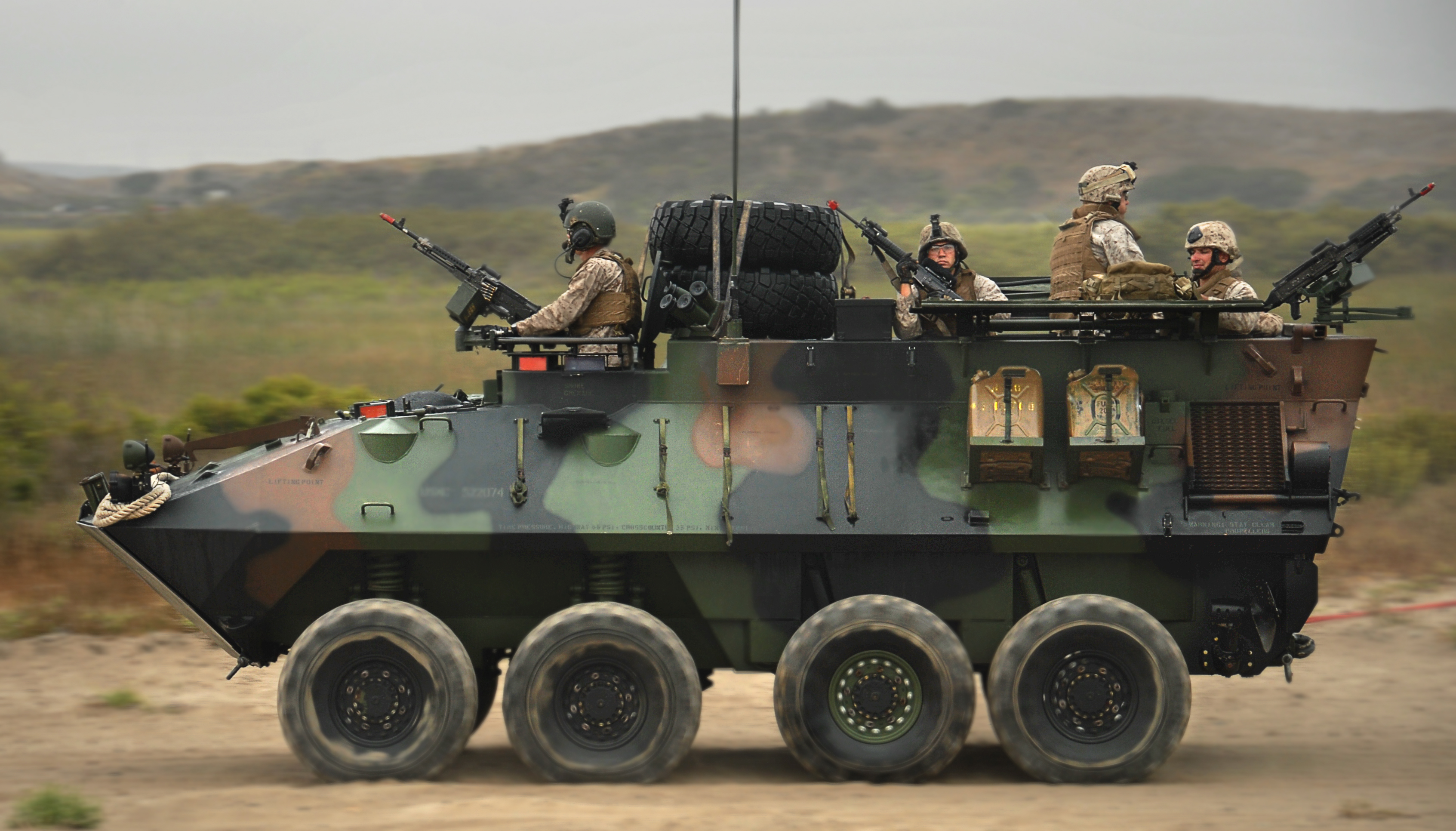
Amerikai LAV–L mentési gyakorlatot hajt végre 2009 július elején

A LAV–25 kétjáratú, 8×8 hajtásképletű, gumikerekes páncélozott lövészszállító harcjármű, amelyet a kanadai General Dynamics Land Systems Canada fejlesztett ki az Amerikai Tengerészgyalogság számára az 1980-as évek elején (Light Armored Vehicle). A jármű alapjául a svájci Mowag Piranha I lövészszállítója szolgált, amelyet kissé módosítva – például felszerelték oldalanként 1-1 darab hajócsavarral a vízfelszíni mozgóképesség megteremtése érdekében –, továbbfejlesztve gyártottak.
A típus üzemeltetése során szerzett tapasztalatok felhasználásával fejlesztették ki a LAV III-at, amelyből az amerikai Stryker lövészszállító készült. Mindkettő a Mowag Piranha III bázisán alapul.
A közel harmincéves LAV–25 felett eljárt az idő, váltótípusa a Marine Personnel Carrier program keretében kerül kifejlesztésre, amely elkészülte 2015-ig biztosan nem várható.

## Felépítés
A típust a Detroit Diesel 6V53T típusú turbófeltöltővel felszerelt motorjával üzemel, amely négy kereket hajt meg közvetlenül (a hátsó négyet), osztóműn keresztül mind a nyolcat. A típus kétéltű, azaz úszóképes, azonban csak folyami átkelésre alkalmas, mélyvízi (tenger, óceán) műveletekre, vízideszantra nem alkalmas. A jármű vízben körülbelül 12 km/h sebességgel képes maximálisan haladni. A kialakítás azonban nem hozta a várt hatékonyságot és kihasználást, a modernizációs programok (Service Life Extension Program, SLEP) rendre megszüntetik ezt a képességét.
Futóműve négy mellső független felfüggesztésű és négy részben kötött, lengőkaros felfüggesztésű tengelyből áll. A mellső, hajtott tengelyek két-két lengéscsillapítóval vannak felszerelve, a küzdőtér alatti hátsó négy egy-egy torziós rúddal van összekötve. A jármű műúton 100 km/h-s sebességre is képes négy- és nyolckerékhajtással is, utóbbi esetben azonban nő az üzemanyagfogyasztás, csökken a hatótávolság.
A gumikerekek belső tömlő nélküli szerkezetűek, a jármű belsejéből a motorfőtengely által hajtott kompresszorral fújhatóak fel (belső abroncsnyomás-szabályozás), maga a gumiabroncs könnyű kézifegyverek ellen több tíz lövést képes elviselni menet közben. A járművek páncélzatának fejlesztésével szélesebb abroncsfelniket és gumiabroncsokat szereltek fel a módosított példányokra. A gumiabroncsok futófelület-mintázata eltérő, az üzemeltetési idő alatt legalább háromféle méretű abroncsot alkalmaznak. Az eredeti abroncsok mérete 11.00 R 16 XL, az SLEP-en átesett járműveken 325/85 R 16 XML.
Főfegyverzete egy 25 mm-es M242 Bushmaster gépágyú és két 7,62 mm-es M240  géppuska, valamint a torony fel lett szerelve oldalanként négy darab füstgránátvető csővel is. A jármű háromszemélyes: egy fő járműparancsnok, egy fő vezető és egy fő főfegyverkezelő, további hat fő lövészt képes szállítani teljes menetfelszereléssel.
A típust bevetették az Öbölháborúban is, azt követően az 1990-es évek második felétől jelentős modernizálásokon esett át. Az amerikai haderőben a LAV III alapú Stryker lövészpáncélos váltja le részben, részben párhuzamosan üzemeltetik másodvonalbeli alakulatoknál.

## Továbbfejlesztési programok

### SLEP
Az SLEP (Service Life Extension Program, „szolgálatiidő-meghosszabbító program”) érintette a kipufogórendszert, mely kapott egy külső burkolatot. Ezzel csökkentették a hősugárzást, éjszakai optikai (hőkamerás) felderítésük nehezebbé vált. A lövegtorony páncélzatát megerősítették.

## Típusváltozatok
LAV–25
LAV–25A1
LAV–25A2
LAV–AT
Harckocsi-elhárító harcjármű (AT – anti-tank), melynek 1987-ben kezdték meg a sorozatgyártását, összesen 96 darab épült. Főfegyverzete egy dupla TOW indítócsővel felszerelt Emerson 901 Hammerhead fegyvertorony, amely a jármű bal oldalára eltolva lett beépítve. Menethelyzetben a jármű tetőpáncéljának hátsó részére hajtanak le, ütközeti pozícióban felemelt állapotban alkalmazzák. A toronyba középre beépítettek egy három–tizenkétszeres nagyítású AN/VVS–2(V)4 éjszakai irányzékot, egy háromszoros nagyítású nagylátószögű távcsövet és egy tizenháromszoros nappali irányzótávcsövet. Az irányzó számára a tornyon elhelyeztek hét periszkópot, mellyel 280 fokos látómezőt képes figyelni. Összesen 16 TOW rakétát tud hordozni, melyből 14 a küzdőtérben, 2 a fegyvertoronyban málházható. Az Emerson torony módosított változata (901A1) alkalmazhatja a TOW II rakétát is. Személyzete négy fő: járműparancsnok, vezető, irányzó, töltő. Utóbbinak lehetősége van a tornyot a járműtestből védetten tölteni. Másodlagos fegyverzete egy 7,62 mm-es FN MAG, amely a parancsnoki kupola feletti vezetőcsövön mozgatható, illetve oldalanként egy-egy háromcsöves M257 füstgránát-vető, amely a jármű harcászati álcázását segíti.
LAV–M
Aknavető változat (M – mortar), kétféle amerikai aknavetőt alkalmazhatnak a küzdőterében: a 81 mm-es M252-t és a 107 mm-es M30-at (járművenként egy), amely egy körbeforgatható forgózsámolyra van felszerelve. A 120 mm-es típust is kipróbálták, azonban később nem rendszeresítették (Szaúd-Arábiának ajánlották fel). Az aknavető irányzása tüzérperiszkóppal történik. Személyzete a járműparancsnok és a vezető, valamint az aknavetőt működtető háromfős raj. A tüzelés a küzdőtérből hagyományos módon történik, a tetőpáncélt kétoldalra kinyitható háromelemes ajtó nyílását át. A vezető és a parancsnoki kupola az AT változatéval megegyezik, védőfegyverzete szintén. Az aknavető javadalmazása 90 darab 81 mm-es gránát, melyek rekeszekben a küzdőtér bal oldalán, a kezelők ülései pedig a jobb oldalán lettek elhelyezve. Összesen 50 darabot gyártottak le az Amerikai Tengerészgyalogságnak, az utolsó példányt 1986-ban adták át.
LAV–AD
Légvédelmi változat (AD – air defense)
LAV–R
Műszaki-mentő változat (R – recovery)
Ez a változat műszaki mentésekre daruval és csörlővel van felszerelve. A daru elforgatható 260 fokkal és 4 tonna a terhelése, a csörlő kapacitása csaknem 14 tonna. Csak önvédelmi fegyvere van. Legénysége 4 fő. 46 darab készült belőle.
LAV–C2
Mozgó vezetési harcálláspont (C2 – Command & Control).
LAV–L
Ellátó változat (L – logistic).
LAV–EFSS (Expeditionary Fire Support System)
LAV–AG (Assault Gun)
Ausztrália a LAV–25 átvételével azt továbbfejlesztve, ASLAV néven üzemelteti.

## Rendszeresítő országok

### Az Amerikai Egyesült Államok Tengerészgyalogsága
Az első alakulat, az 1. könnyű páncélos-zászlóalj (First Light Armored Vehicle Battalion, 1st LAVB) 1983-ban állt el a kaliforniai Twentynine Palms-ben. A Tengerészgyalogság Légi és Szárazföldi Harcászati Központja (Marine Corps Air and Ground Combat Center, MCAGCC) állományába szervezték. Az 1980-as évek második felétől a járművek négy könnyű páncélozott felderítő-zászlóalj (Light Armored Reconnaissance Battalion, LAR) kötelékében állnak hadrendben. Elsősorban az ezredszintű (regimental combat team, RCT), vagy dandárszintű harccsoportoknak (brigade combat team, BCT) végeznek felderítéseket, az „Iraki szabadság” hadművelet során alegységeik az elsők között hatoltak be Bagdadba.
| 1st Light Armored Reconnaissance Battalion | Highlander         | Marine Corps Base Camp Pendleton, Kalifornia                       | Az 1. tengerészgyalogos-hadosztály (1st Marine Division) állományában.                    |
| 2nd Light Armored Reconnaissance Battalion | Destroyers         | Marine Corps Base Camp Lejeune, Észak-Karolina                     | A 2. tengerészgyalogos-hadosztály (2nd Marine Division) állományában.                     |
| 3rd Light Armored Reconnaissance Battalion | Wolfpack           | Marine Corps Air Ground Combat Center Twentynine Palms, Kalifornia | Az 1. tengerészgyalogos-hadosztály (1st Marine Division) állományában.                    |
| 4th Light Armored Reconnaissance Battalion | Iron Horse Marines | Marine Corps Base Camp Pendleton, Kalifornia                       | Tartalék zászlóalj, a 4. tengerészgyalogos-hadosztály (4th Marine Division) állományában. |

### Képek
- Afghanistan, March, 2010, 17. kép (LAV–AT) – boston.com

### Videók
- LAV 25 8 wheeled APC USMC (típusösszefoglaló)